# アデル・ド・バッツ・ド・トランケレオン
アデル・ド・バッツ・ド・トランケレオン（フランス語: Adèle de Batz de Trenquelléon, 1789年6月10日 - 1828年1月10日）は、フランス出身のカトリック教会の修道女であり、ギョーム・ジョゼフ・シャミナードとともに汚れなきマリア修道会（マリアニスト・シスターズ）を創立した人物。教会からは修道名「マリア・ド・ラ・コンセプシオン」（フランス語: Marie de la Conception）で呼ばれ、2018年に福者に列せられた。

## 生涯

### 幼少期と亡命
1789年、ロット＝エ＝ガロンヌ県フェガロルのトランケレオン城に誕生。父は王室近衛隊士官で、フランス革命に際し亡命を余儀なくされた。家族はスペイン・ポルトガルで流亡生活を送り、1797年に帰仏した。

### 聖母信心会と「小さな会」
帰国後、アデルは農村の若い女性を結集し、信仰と相互扶助を目的とする「小さな会」（Petite Société）を1804年に設立。数年で会員200名を数えるまでに急成長した。

### シャミナード神父との協働と修道会創立
1808年にはボルドーのシャミナード神父が率いる聖母信心会と文書を交換し、両団体の統合を協議。1816年5月25日、アジャンで共同体として正式な修道生活を開始し、これが後の汚れなきマリア修道会（マリアニスト・シスターズ）となった。

### 晩年と死去
修道会はトンヌワン、コンダンなどフランス各地に拡大したが、アデル自身は病弱で1828年1月10日、38歳で帰天した。

## 列福過程
- 1965年 - 列福調査開始（アジャン司教区）。
- 1986年6月5日 - 教皇ヨハネ・パウロ2世により「尊者」宣言。
- 2017年5月4日 - 教皇フランシスコが奇跡を認定[6]。
- 2018年6月10日 - アジャンで列福式が挙行され、福者に列せられる[1][7]。

## 霊性と遺産
アデルはカルメル会的観想生活と貧困者への奉仕を結びつけ、「マリアニスト家族」における女性的カリスマを確立した。その精神は、現在16か国に展開する汚れなきマリア修道会の教育・社会福祉活動に受け継がれている。